# 吉田芳明
吉田 芳明（よしだ よしあき、1958年2月8日 - ）は、日本の実業家。株式会社アドバンテスト代表取締役社長兼グループCEO。

## 経歴
青森県出身。青森県立八戸高等学校卒業、横浜国立大学経営学部卒業後、1980年、日本リースに入社し、米国に駐在、人事、総務、経理など米国の管理部門を担当した。1999年、アドバンテスト株式会社に入社、2006年執行役員。2009年取締役兼常務執行役員、2016年取締役兼専務執行役員を経て、2017年１月に株式会社アバンテスト代表取締役社長に就任した。
2019年3月期にはＳｏＣテスターのシェアを引き上げたことや、メモリーテスターの売り上げを回復したことなどにより18年ぶりの最高益を更新した。就任後、半導体の高性能化に伴うテスト需要の拡大に加えて、半導体不足解消のための顧客企業の先行発注の動きを受けて、大きく業績を伸ばしている。2022年、日経ヴェリタスの「成長力」「投資力」「還元力」の3つの指標での企業ランキングにおいて首位になった。
また、2019年、米アストロニクス・コーポレーションの半導体関連製品のテスト事業部門、2021年、米R＆D Altanova社そして2023年には、台湾のPCBメーカーShin Puu社などを買収し市場拡大を目指している。
2019年9月に「アバンテスト健康宣言」を制定し従業員の健康やワークライフ・バランスの向上を目指した健康経営を推進した。経済産業省と日本健康会議が実施する健康経営優良法人認定制度において、「健康経営優良法人2024」（大規模法人部門）に認定されるとともに、認定法人の上位500社に該当する「ホワイト500」に4年連続で選ばれ、国内の全グループ会社7社を含め認定されている。
2024年4月より社長兼CEOを退任し、会長に就任する。

## 人物
愛読書は、塩野七生の『ローマ人の物語』や司馬遼太郎の『項羽と劉邦』などの歴史物。
夫婦で、お酒を飲んだりおいしい料理を食べたり食事を楽しむなど夫婦の時間を大切にしている。